# Lasioglossum stictaspis
Lasioglossum stictaspis là một loài Hymenoptera trong họ Halictidae. Loài này được Sandhouse mô tả khoa học năm 1923.